# Lapche Kang
Le Lapche Kang ou Labuche Kang ou Choksam est une montagne culminant à 7 367 mètres dans la région autonome du Tibet, en Chine.

## Sommets secondaires
Il présente plusieurs sommets secondaires :
- le Lapche Kang II (ou Lapche Kang III[2]), à 7 250 mètres à 3 km à l'est du sommet principal. Avec 570 m de proéminence, c'est le plus haut sommet vierge dont l'ascension est autorisée et dont la proéminence est supérieure à 500 m. Une expédition polonaise composée de Krzysztof Mularski, Maciej Przebitkowski, Jakub Rybicki et Jarosław Żurawski a atteint l'altitude de 6 900 m par l'éperon Est et la face Sud-Est en octobre 2016[3] ;
- le Lapche Kang W (ou Lapche Kang II[2]), 7 072 mètres, à 2,5 km à l'ouest du sommet principal, gravi le 30 avril 1995 par une expédition suisse ;
- le Lapche Kang II Est, 7 040 mètres, vierge ;
- le Lapche Kang II ENE, 6 980 m vierge ;
- le Lapche Kang NW, 6 897 m, vierge ;
- le Gyao Kang, 6 718 m, gravi le 29 septembre 2012 par une expédition française.

## Ascensions
La première ascension a été réussie le 26 octobre 1987 par une expédition sino-japonaise composée des Japonais Hidekatsu Furukawa, Keiichi Sudo, Osamu Tanabe, Ataru Deuchi et des Tibétains Wanjia, Diaqiog, Gyala et Lhaji, par l'arête W. L'alpiniste américain Joseph Puryear meurt lors d'une tentative d'ascension le 27 octobre 2010 en passant à travers une corniche.